# La Hiniesta
La Hiniesta è un comune spagnolo di 339 abitanti situato nella comunità autonoma di Castiglia e León.